# Maxime Baca
Maxime Baca (Corbeil-Essonnes, Francia, 2 de junio de 1983), futbolista francés. Juega de defensa y su actual equipo es el En Avant de Guingamp de la Ligue 1 de Francia. 

## Clubes
| Club                 | País    | Año        |
| -------------------- | ------- | ---------- |
| Paris Saint-Germain  | Francia | 2001-2003  |
| L'Entente SSG        | Francia | 2003-2005  |
| Le Havre AC          | Francia | 2005-2009  |
| FC Lorient           | Francia | 2009- 2014 |
| En Avant de Guingamp | Francia | 2014-      |